# Кахора-Баса (водохранилище)
Кахо́ра-Ба́са, Кабо́ра-Ба́сса, Кебрабаса — водохранилище в провинции Тете (Мозамбик).
Было создано при строительстве дамбы Кабора-Басса ГЭС на реке Замбези. Когда в 1973 году была сооружена плотина Кабора-Басса ГЭС, созданное ею водохранилище было наполнено всего лишь за один сезон дождей.
Это водохранилище — одно из крупнейших искусственных озёр в мире. Оно достигает максимальной длины и ширины около 250 км и 38 км соответственно, площадь затопления составляет 2700 км² при средней глубине 20,9 м.
В 2006 году водохранилище затопило во время наводнения.